# いつか (AV女優)
いつか（いつか、1983年11月11日 - ）は、日本の元AV女優。POPSTARグループ所属だった。

## 経歴
2003年にAVデビュー。
2014年から映像コンテンツ権利処理機構に連絡のとれない権利者として掲載されている。

## 作品
- 半熟ミルク（2003年2月21日、h.m.p）
- スイート・ルーム（2003年3月31日、h.m.p）
- エロ・キューピット（2003年4月20日、h.m.p）
- ぷっちんブルマー（2003年5月21日、h.m.p）
- 彼女の卑猥な匂い（2003年6月15日、h.m.p）
- [新]アナタのオナニーたすけてアゲル（2004年4月29日、ワープエンタテインメント）
- 好色撮影 舐めすぎ痴女アシスタントのやりすぎ誘惑ご奉仕（2004年6月3日、ドリームチケット）
- LOVER'S LOCK 04 いつかの想い（2004年7月2日、プレステージ）
- デジタルモザイク Vol.045（2004年8月1日、MOODYZ）
- ドリームシャワー60（2004年9月3日、ワープエンタテインメント）
- 名門女子美尻学園 三浦萌&いつか（2005年7月27日、実録出版）
- わたし壊れる（2005年10月8日、オーロラプロジェクト）
- SexLife 006 ITSUKA × Rei Kudo（2005年11月5日、実録出版）
- 女子校生拉致監禁 VOL.33 いつか（2006年2月17日、ゴーゴーズ）
- 美少女いつか〜隷辱淫女への教え〜（2006年8月1日、グローリークエスト）
- 生撮り少女 03 いつか（2006年8月2日、プレステージ）
- SOD的 性教育番組（2006年8月16日、SODクリエイト）
- コブ縄×オナニー（2006年9月1日、映天）
- SF 03 いつか（2006年9月15日、スマック）
- 飼い慣らし折檻（2006年10月25日、OPERA［オペラ］）
- バイブDEオナニー（2006年11月17日、映天）
- Red Hot Fetish Collection #28(2006年12月06日)
- 真性スカトロFUCK 〜ウンコを食す排泄エロス〜（2007年1月25日、OPERA［オペラ］）
- オーバーニー×ミニスカ 絶対領域 04（2007年3月22日、ケー・トライブ）
- つるまんDancing Vol.4（2007年6月28日、テイクワン）
- おしゃぶり予備校7（2007年10月19日、映天）
- 拷問診察室 美少女クリニック 21（2007年、ベイビーエンターテイメント）
- オペラ5周年記念DVD24時間6枚組（2010年12月25日、オペラ）
- 排泄まる見え!脱糞BEST オペラ女優の脱糞シーン全部見せます!（2011年2月7日、オペラ）

## 出演

### テレビ番組
- 特命係長 只野仁
- 桃のふくらみ（MONDO TV）